# 11 de desembre
L'11 de desembre és el tres-cents quaranta-cinquè dia de l'any del calendari gregorià i el tres-cents quaranta-sisè en els anys de traspàs. Queden 20 dies per finalitzar l'any.

## Esdeveniments
Països Catalans
- 1123 - Sant Ramon, bisbe de Roda, consagra l'església de Santa Maria de Taüll, a la Vall de Boí, Patrimoni de la Humanitat.[1]
- 1809 - Girona: els defensors de la ciutat signen la rendició al final del setge de Girona de 1809 a l'exèrcit napoleònic durant la guerra del Francès.
- 1903 - Sabadell: Fundació del Centre d'Esports Sabadell Futbol Club.
- 2009 - Barcelona: S'obre l'Almeria Teatre, una sala teatral que recupera un espai cultural en desús, el teatre de l'antiga Casa de Almería.
- 2012 - Tarragona: Torna a obrir el Teatre Tarragona, situat a la Rambla Nova, amb un edifici de nova planta, obra de Xavier Climent.
- 2015 - Barcelona: Nomenada Ciutat de la Literatura en el marc de la Xarxa de Ciutats Creatives de la UNESCO.

Resta del món
- 359 - Constantinoble: Honorat pren possessió com a primer prefecte.
- 1282 - Cilmeri, Gal·les: Mor en una escaramussa Llewelyn II, últim príncep de Gal·les nadiu.
- 1792 - París, Françaː Comença el procés contra Lluís XVI davant la Convenció.[2]
- 1813 - Valençay, Françaː Tractat de Valençay, on Napoleó reconeix el seu presoner, Ferran VII, com el legítim rei d'Espanya i el deixa en llibertat.[2][3]
- 1987 a Saragossa: la banda terrorista ETA atempta contra la casa-caserna de Saragossa, causant 11 morts (entre ells 5 nenes) i 88 ferits.
- 2010 - Estocolm, Suècia: Succeeixen dues explosions al districte comercial; el govern anuncia que no ho tractarà com un atac terrorista
- 2016 - el Caire, Egipte: L'atemptat del Caire de desembre de 2016 contra l'església copta de Sant Pere i Sant Pau, prop de la Catedral de Sant Marc, mata 24 persones

## Naixements
Països Catalans
- 1824 - Barcelona: Víctor Balaguer i Cirera, polític liberal, escriptor romàntic i historiador català (m. 1901).
- 1836 - Figueres, Alt Empordà: Damas Calvet i de Budallés fou un enginyer, poeta i dramaturg català.
- 1877 - Vic: Antònia Bardolet i Boix, escriptora i feminista catalana (m. 1956).
- 1930 - Barcelona, Barcelonès: Joaquim Maluquer i Sostres, sociòleg i ornitòleg català.
- 1942 - Barcelona, Barcelonès: Josep Maria Cullell i Nadal, és un polític i economista català.
- 1943 - Palma: Francisca Bennàssar, política mallorquina.[4]
- 1944 - Barcelona: Carlota Solé i Puig, catedràtica de sociologia, directora del Grup d'Estudis sobre Immigració i Minories Ètniques.
- 1945 - Barcelona: Magda Oranich, advocada i política catalana, defensora de molts presos polítics durant el franquisme.[5]
- 1964 - Corbera de Llobregat: Lourdes Fisa, pintora i artista visual catalana.
- 1985 - Corbera de Llobregat, Baix Llobregat: Laia Sanz i Pla-Giribert, motociclista catalana de renom internacional.[6]

Resta del món
- 1803 - La Côte-Saint-André, Isère, França: Hector Berlioz, compositor francés (m. 1869).[7]
- 1810 - París (França): Alfred de Musset, poeta, autor dramàtic i novel·lista francès (m. 1857).[8]
- 1843 - Clausthal-Zellerfeld (Baixa Saxònia): Robert Koch, metge i microbiòleg alemany, Premi Nobel de Medicina o Fisiologia de 1905 (m. 1910).
- 1849 - Västervik: Ellen Key, escriptora, feminista i sufragista sueca (m. 1926).[9]
- 1850 - Alcanyís: Concepción Gimeno i Gil, escriptora, editora i feminista espanyola (m. 1919).[10]
- 1863 - Dover, Delaware: Annie Jump Cannon, astrònoma estatunidenca (m. 1941).[11]
- 1882 - Wroclaw (Polònia): Max Born, matemàtic i físic, Premi Nobel de Física de 1954 (m. 1970).
- 1899 - Buenos Aires (Argentina): Julio de Caro, director d'orquestra i arranjador musical argentí (m. 1980).
- 1916 - Puebla, Mèxic: Elena Garro, periodista i escriptora mexicana, iniciadora del realisme màgic.[12]
- 1908:
  - Nova York (EUA): Elliott Carter, compositor estatunidenc (m. 2012).[13]
  - Porto, (Portugal): Manoel de Oliveira, nascut Manoel Cândido Pinto d'Oliveira , director de cinemaportuguès (m. 2015).[14]
- 1911 - El Caire (Egipte): Naguib Mahfuz, escriptor guardonat amb el Premi Nobel de Literatura (m. 2006).
- 1912 - Magenta (Itàlia): Carlo Ponti, productor de cinema italià, espòs de Sophia Loren.[15]
- 1916 - Matanzas (Cuba): Dámaso Pérez Prado, el Rei del Mambo, músic, compositor i arranjador cubà.
- 1918 - Kislovodsk (Rússia): Aleksandr Soljenitsin, escriptor rus, dissident del règim comunista de Stalin, guardonat amb el Premi Nobel de Literatura de 1970 (m. 2008).
- 1920 - Crespinh, (França): Joan Bodon, escriptor occità (m. 1975).[16]
- 1921 - París: Pèire Bèc, poeta i lingüista occità.[17]
- 1924 - Manhattan, Kansas (Estats Units): Charles William «Charlie» Bachman III fou un informàtic nord-americà, conegut pel desenvolupament dels primers sistemes de gestió de base de dades.
- 1925 - Nova York (EUA): Paul Greengard, metge nord-americà, Premi Nobel de Medicina o Fisiologia de l'any 2000.
- 1926 - Montgomery, Alabamaː Big Mama Thornton, cantant estatunidenca de blues.[18]
- 1928 - L'Havana, Cuba: Tomás Gutiérrez Alea, director de cinema cubà (m. 1996).[14]
- 1930 - 
  - Puegoulen, Valclusa: Jean-Louis Trintignant, actor i director de cinema francès.[19]
  - Madrid: Chus Lampreave, actriu espanyola (m. 2016).[20]
- 1931 - Birmingham: Anne Heywood, actriu britànica.[21]
- 1940 - Sussex (Anglaterra): Carole Pateman, teòrica política i feminista d'origen britànic, membre de l'Acadèmia Britànica.
- 1944 - Atlanta, Estats Units: Brenda Lee, cantant de country, soul i rhythm & blues nord-americana.
- 1960 - Haslemere, Anglaterra: Rachel Portman, compositora de cinema que guanyà el primer Oscar a la banda sonora per Emma.[22]
- 1968 - Juvisy-sur-Orge, França: Emmanuelle Charpentier, investigadora francesa, Premi Nobel de Química 2020.[23]
- 1987 - Brisbane: Alex Russell, Actor australià.
- 1981 - Buenos Aires (Argentina): Javier Pedro Saviola, futbolista argentí i nacionalitzat espanyol, que jugà al FC Barcelona.

## Necrològiques
Països Catalans
- 1691 - Barcelona: Antoni Pau Centena, religiós nord-català establert a Barcelona.
- 1948 - Barcelona: Blai Net i Sunyer, pianista i pedagog català (n. 1887).
- 2011 - Menorca: Enric Barbat, cantant català, el sisè membre d'Els Setze Jutges (n. 1943)
- 2013 - Sant Vicent del Raspeig (L'Alacantí): Andreu Castillejos i Furió, fotògraf, pintor i activista social (n. 1942).[24]
- 2017 - Lleida: Antònia Aguiló i Pascual, escultora lleidatana (n. 1927).[25]
- 2023 - Eduard Rius i Pey, metge i polític català (n. 1953).[26]

Resta del món
- 969 - Constantinoble (Imperi Romà d'Orient)ː Nicèfor II Focas, emperador romà d'Orient, assassinat per Joan Tsimiscés.[27][2]
- 1582 - Lisboa (Portugal): Fernando Álvarez de Toledo y Pimentel, tercer duc d'Alba de Tormes, militar i polític castellà, responsable de la repressió sanguinària als Països Baixos espanyols (n. 1507).[28]
- 1891 - Berlín: Hedwig von Olfers, escriptora i salonnière alemanya (n. 1799).[29]
- 1917 - Madrid (Espanya): Manuel Pérez Villamil y García, historiador, periodista, escriptor i arqueòleg espanyol (n. 1849).
- 1920 - Wittebergen, Colònia del Cap [actualment a Sud-àfrica]: Olive Schreiner, escriptora sud-africana (n. 1855).[30]
- 1938 - Oslo (Noruega): Christian Lous Lange, historiador, Premi Nobel de la Pau de 1921 (n. 1869).
- 1956 - Zúric: Stefi Geyer, violinista hongaresa (n. 1888).[31]
- 1964 - 
  - Nova York: Alma Mahler, pianista, compositora i pintora vienesa (n. 1879).[32]
  - Los Angeles (els EUA): Sam Cooke, cantant i emprenedor nord-americà (n. 1931).
- 2008 - Los Angeles (els EUA): Bettie Page, model pin-up estatunidenca.[33]
- 2012 - Moscou (Rússia): Galina Vixnévskaia, soprano russa (n. 1926).[34]
- 2020 - Riga (Letònia)ː Kim Ki-duk, cineasta sud-coreà (n. 1960).[35]

## Festes i commemoracions
- Dia Internacional de la Muntanya
- Sants: Damas I papa; Daniel Estilita; Sants Pares de Mèrida, bisbes; María Maravillas de Jesús; beat Franc de Siena; venerable Anna de Sant Agustí, carmelita descalça.